# Nátěrové hmoty
Laky a nátěrové oleje jsou materiály tvořící průhledný, tvrdý, ochranný nátěr především na dřevě, ale i na ostatních jiných materiálech. Vytvářejí po zaschnutí nebo vytvrdnutí pružný a průhledný ochranný film. Využívají se na povrchovou úpravu dřevěných částí interiéru, nábytku a podlah. Mají za úkol chránit dřevo před vlivem okolního prostředí, především před vlivem vlhkosti, nečistot, agresivních chemikálií a mechanického namáhání. Zkvalitňuje estetický a optický vzhled povrchu. Skládá se ze zasychajícího oleje, pryskyřice a ředidla nebo rozpouštědla. Většinou tvoří lesklý povrch, ale mohou i tvořit matný nebo pololesklý povrch, když se přidají zmatňující činidla. Jsou bezbarvé nebo jen málo zbarvené, jsou průhledné a neobsahují žádný pigment, na rozdíl od barev a mořidel. Lze je natírat přes mořidla jako konečný krok k získání lesklého a chránícího nátěru. Dělí se na olejové, pryskyřicové, asfaltové, chlorkaučukové, celulózové a syntetické laky.
Nátěrové oleje vyráběny na bázi přírodních olejů, kombinovaných s různými druhy pryskyřic. Obsahují pigmenty a plnidla. Patří sem olejové laky, olejové emaily, fermežové barvy a fermeže. Olejové barvy mají dlouhou životnost, jenom dlouho zasychají.
Lněný olej je čirý žlutý olej získávaný ze sušených zralých semen lnu setého, který se vyskytuje v olejových barvách. Olej se získává lisováním za studena, někdy extrakcí rozpouštědlem. Je to jedlý olej. Patří mezi tzv. zasychající oleje, kdy při kontaktu se vzduchem ztvrdne. Kvůli vysokému obsahu nenasycených esterů je náchylný na polymerizační reakce, je-li vystaven kyslíku ve vzduchu. Tato polymerizace má za následek tuhnutí materiálu. Lze ho využít jako přísadu do barev, které jsou pak tekutější, průhlednější a lesklejší.
Makový olej jedlý rostlinný olej získávaný ze semen máku. Patří také mezi zasychající oleje. Používá se hlavně v bílých barvách.

## Barvy a jejich chemické složení
Barvy lze rozdělit z chemického hlediska na tři druhy:
- Barvivo a pigmenty – mohou být organického i anorganického původu
- Pojidlo – jde o součást barvy, která ji udržuje na podkladu
- Ředidlo – samotná barva (tempera, olejová barva, akvarel)

Rozdělení z podle užití ve stavebnictví:
- Interiérové barvy – barvy nanášející se na omítku obvykle s ochranným filtrem (proti vlhkosti, či plísním)
- Fasádové barvy – barvy s velkou odolností proti klimatickým změnám
- Barvy na kov – obsahují antikorozní složky
- Barvy na dřevo

### Druhy
Akrylátové barvy
- Vyrábějí se polymerací esterů kyseliny akrylové a methakrylové.

Olejové barvy
- Míšení pigmentu s olejem ředěno terpentýnem.
- Složení: lněný olej, stabilizátor, pigment (podle jednotlivých tónů).

Nitrocelulózové barvy
- Obsahují nitrocelulózové pryskyřice.
- Při jejich výrobě jsou používány nitrocelulózové pryskyřice, jejichž základem je takzvaná průmyslová nitrocelulóza.

Polyuretanové barvy
- mají v sobě takzvanou polyuretanovou složku, to znamená, že obsahují plasty čili polymery

Silikonové barvy
- Směs anorganických plniv, pigmentů s kopolymérním pojivem, s funkčními přísadami na bázi speciálních silikonů.
- Bezrozpouštědlová vodní barva na bázi silikonové pryskyřice, umělopryskyřičné disperze a minerálních přísad. – pH 8-9.
- Pojivem je silikon, tedy anorganicko–organický plast, který může být v různém skupenství.

Asfaltové barvy
- Jde o ropný produkt, který slouží k penetraci betonu, cihel nebo kovů.

Polyesterové barvy
- Základem jsou nenasycené polyesterové pryskyřice.

Práškové barvy
- Směsí syntetických pryskyřic, plniv, pigmentů a dalších přísad.

Chlorkaučukové barvy
- Vzniká chlorací kaučuku (sycením kaučuku chlorem, tj. zaváděním atomu chloru do molekuly kaučuku).

Lihové barvy
- Hlavní složkou rozpouštědla v těchto barvách je ethanol.
- Rychle vysychají.

Syntetické barvy
- Přívlastek syntetické lze chápat jako uměle vzniklé, ale také jako vzniklé syntézou – tedy podle postupu, kterým byla barva vyrobena.

Vodou ředitelné barvy.
Další druhy: akrylové, alkydové (modifikované polymery kyselin a alkoholů), disperzní, emailové, epoxidové, fermežové, latexové, lazurovací, penetrační, transparentní a základní
Olejové barvy (chemické složení)
- Lněný olej, stabilizátor, pigment (podle jednotlivých tónů).

Temperové barvy (chemické složení)
- Arabská guma, olej saflorový, glycerin, destilovaná voda, stabilizační složky, pigment.

Akvarelové barvy (chemické složení)
- Arabská guma, glukóza, glycerin, destilovaná voda, stabilizační složky, pigment.

## Ochranné nátěry

### Obecně
Ochranný nátěr je vrstva (určitého polymeru, nejčastěji fluorplastu), která chrání povrch předmětu před čímkoli, co by jej mohlo poškodit (či nějak jinak zkrátit jeho životnost).
Základní funkce je následující:
- Ochrana proti korozi (případně dalším vnějším jevům).
- Zlepšení vlastností (odolnost nádobí proti vysokým teplotám - při pečení např.).
- Odolnost proti poškrábání.
- Účinnější ochrana proti sprejerům (sprej se nanese na ochranou vrstvu a nepoškodí omítku - snadnější čištění).

### Dělení
ochrana kovů
- na plechy (především ve venkovním prostředí)
- proti korozi (oxidaci)
- tento polymer není vidět pouhým okem
- střechy, ploty, okapy

ochrana tiskovin
- Jednou z možností ochrany tiskovin je jejich zalaminátování nebo použití právě vrstviček ochranného nátěru (jako je tomu třeba u poštovních známek nebo bankovek).

UV ochranný nátěr
- Zaschne na povrchu díky UV záření (tzn. není třeba vysokých teploty a toxických příměsí jako u obyčejných ochranných povlaků).

Práškový nátěr
- Použití vysoké teploty - prášek se „nalepí“ např. do trouby (běžné u průmyslových, u domácích ne).
- Lepší než tekuté nátěry (odolnější a ekologičtější).
- Složitější aplikace a dražší záležitost (proto méně častý způsob ochrany).

### Využití
- Elektrické vedení (vodiče jsou pokryty polymerem, kterým také protéká proud - viz vlastnosti fluoroplastů).
- Kuchyňské nádobí (nejčastěji teflon - PTFE - zabraňuje přivařování potravin na nádobí a pomáhá prodloužit životnost a údržbu těchto výrobků).
- Glazura (u keramiky); lak na nehty (top coat lak, případně dražší a lepší UV top coat lak).

Fluoroplasty (polyamidy)
- Mezi nejčastější látky používané při výrobě ochranných nátěrů patří fluoroplasty (méně často polyamidy).
- Fluoroplasty byly objeveny a poprvé průmyslově použity v r. 1938; současná technologie je (s určitými technologickými změnami) používána od 70. let minulého století.

Vlastnosti fluoroplastů
- Nepřilnavost (dobré proti sprejerům)
- Nesmáčivost (snazší čištění a údržba)
- Odolnost vůči vysokým teplotám (vydrží až do 300 °C)
- Dielektrické vlastnosti (skvělá vodivost - viz elektrické vedení nebo naopak nevodivost - záleží na typu fluorplastu)
- Kryogenní vlastnosti - povlaky zůstávají tuhé, stabilní a plně funkční až do kryogenních teplot (- 270 °C) beze ztráty svých vlastností.
- Chemická odolnost - povlaky odolávají nejagresivnější organickým a anorganickým chemikáliím a rozpouštědlům v širokém rozsahu teplot.

## Likvidace nátěrových hmot
Rozdělují se na vodou ředitelné nátěrové hmoty, při kterých nejsou vyloučeny nebezpečné vlastnosti a na vodou ředitelné nátěrové hmoty s vyloučenými nebezpečnými vlastnostmi. Při likvidaci zbytků nátěrových hmot, ředitel a jejich odpadů je nutno postupovat se podle zákona o odpadech. Obal s nějakým zbytkem nátěrové hmoty se považuje za nebezpečný odpad a proto je dobré obal vyprázdnit. Obal posléze bude zlikvidován ve speciální firmě.
Podmínky likvidace odpadů:
1. Pro nakládání s nebezpečnými odpady musí provozovatel získat povolení příslušného okresního úřadu (§ 16, odstavec 3 zákona).
2. Odpady je možné předávat pouze právnické či fyzické osobě, která má souhlas k provozování zařízení k využívání, odstraňování, sběru nebo výkupu odpadů na základě rozhodnutí orgánů kraje.
3. Každý má za povinnost zjistit, zda osoba, které předává odpad má k jeho převzetí podle z. 185/2001 oprávnění.